# Auritella arenicolens
Auritella arenicolens är en svampart som först beskrevs av Cleland, och fick sitt nu gällande namn av Matheny & Bougher 2006. Auritella arenicolens ingår i släktet Auritella och familjen Inocybaceae.   Inga underarter finns listade i Catalogue of Life.